# Zajęczyniec
Zajęczyniec (słow. Zajačkova) – boczny grzbiet Szerokiej w słowackich Tatrach Zachodnich. Znajduje się pomiędzy Doliną Jałowiecką a Doliną Żarską. Oddziela Skalisty Żleb od Krzywego Żlebu. Opada od Szerokiej (1890 m) w południowo-zachodnim kierunku do wzniesienia Zamczysko (Zámčisko, 1099 m). Jest całkowicie zalesiony, a w górnej części porośnięty kosodrzewiną. Na Zamczysku grzbiet rozdziela się na dwie odnogi; południowo-wschodnią zwaną Krzywe i południowo-zachodnią. Obydwie opadają do Kotliny Liptowskiej na łąkę Łaniszcze (Laništé).

## Przypisy

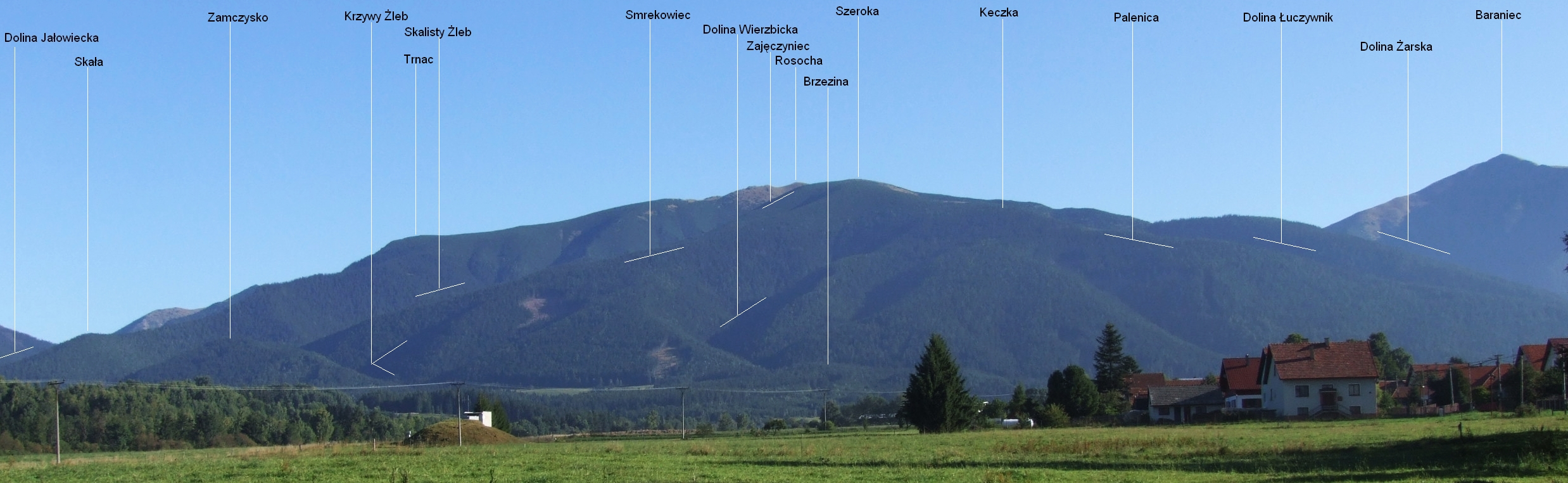
Widok z Żaru na masyw Rosochy